# Platytheca juniperina
Platytheca juniperina är en tvåhjärtbladig växtart som beskrevs av Karel Domin. Platytheca juniperina ingår i släktet Platytheca och familjen Elaeocarpaceae. Inga underarter finns listade i Catalogue of Life.